# Hermann Zinn
Hermann Konrad Zinn (* 1. März 1941 in Quedlinburg; † 6. November 2011 in Darmstadt) war ein deutscher Soziologe. In seiner Arbeit untersuchte er vor allem die Auswirkungen des Wohnumfelds auf soziale Beziehungen und die Wohn- und Spielbedürfnisse von Kindern.

## Leben und Arbeit
Zinn studierte in Marburg und Berlin Soziologie, Psychologie, Geschichte und Politikwissenschaft. 1967 veröffentlichte er seine Diplomarbeit mit dem Titel „Die deutsche Freikörperkultur als soziale Bewegung“.
Seit den späten 1960er-Jahren arbeitete er für die schweizerische Planungsfirma Metron, die damals als links-alternativ galt. 1970/71 war er außerdem Gastdozent im Fachbereich Architektur an der ETH Zürich. Die Hochschulleitung unter Hans H. Hauri fand allerdings, dass soziologische Fragen nicht in der Architektur gelehrt werden sollten und verlängerte den Vertrag mit Zinn und zwei seiner Kollegen nicht. Die Studierenden protestierten gegen diese Entscheidung.
Später arbeitete Zinn am Institut Wohnen und Umwelt in Darmstadt.

## Publikationen (Auswahl)
- Beziehungen zwischen Raumgestaltung und Sozialleben. Metron, Brugg 1968.
- Planung, Bau und Nutzung von Mietwohnungen als sozialer Prozess. Eidgenössisches Büro für Wohnungsbau, Bern 1970.
- Mehr Öffentlichkeit in der Stadtplanung? 1970.
- mit Rolf Baumann: Kindergerechte Wohnungen für Familien. Eidgenössisches Büro für Wohnungsbau, Bern 1973.
- mit Eberhard Mühlich, Wolfgang Kröning, Ilona Mühlich-Klinger: Zusammenhang von gebauter Umwelt und sozialem Verhalten im Wohn- und Wohnumweltbereich. Bonn 1978.
- mit Katrin Zapf, Gert Grönning: Kinderfreundliche Umwelt. Bonn 1980.